# Melissoptila minarum
Melissoptila minarum là một loài Hymenoptera trong họ Apidae. Loài này được Bertoni & Schrottky mô tả khoa học năm 1910.